# Anne-Sophie de Brunswick-Wolfenbüttel
Anne-Sophie de Brunswick-Wolfenbüttel (en allemand Anna Sofie von Braunschweig-Wolfenbüttel) (Wolfenbüttel, 29 octobre 1659 - 28 juin 1742) est une noble allemande, fille du duc Antoine-Ulrich de Brunswick-Wolfenbüttel (1633-1714) et de la duchesse Élisabeth-Julienne de Schleswig-Holstein-Sonderbourg-Norbourg (1634-1704).

## Mariage et descendance
Le 20 septembre 1677 elle se marie à Wolfenbüttel avec Charles-Gustave de Bade-Durlach (1648-1703), fils de Frédéric VI de Bade-Durlach (1617-1677) et de Christine-Madeleine de Deux-Ponts-Cleebourg (1616-1662). 
Le mariage a quatre enfants:
- Christine Juliane de Bade-Durlach (1678-1707), mariée avec Jean-Guillaume de Saxe-Eisenach (1666-1729).
- Charles (* 30 mars 1680; † 30 août 1680)
- Frédéric-Rodolphe (* 13 mai 1681; † 18 mai 1682)
- Charles-Antoine (* 29 janvier 1683 et mort le 31 mai 1692)